# جيريمي ماكلين
جيريمي ماكلين ، من مواليد 11 ماي 1988 في تشيسترفيلد ( ميزوري )، هو لاعب محترف في كرة قدم أمريكي كان لاعب يتميز بسرعة هجماته و لعب في خطة مستقبل واسغ في الدوري الوطني لكرة القدم بين عامي 2009 و2019.

## سيرة شخصية

### مهنة أكاديمية
على مستوى الجامعة، لعب لفريق ميزوري تايجرز حيث تم اختياره مرتين لجميع الأمريكيين، في عامي 2007 و2008 .

### المسار المهني
تم اختياره في الجولة الأولى من 2009 مشروع NFL  من بين الاختيار التاسع عشر من قبل فيلادلفيا ايجلز. حيث استحقها بجدارة و كان ثالث جهاز استقبال في الميدان يتم اختياره في هذه النسخة بعد داريس هايواارد و ميشال طرابتىي .